# MÁVAG-Typ 75
Als Typ 75 bezeichnete die Budapester Maschinenfabrik MÁVAG eine Baureihe schmalspuriger Tenderlokomotive für Bosnische Spur (760 mm).

## Geschichte
Die Dampflokomotiven von dem MÁVAG-Typ 75 waren eine der zahlenmäßig am stärksten vertretenen Lokomotiven des Budapester Lokomotivherstellers. Sie wurde auf Strecken mit leichtem Profil und schwachem Betrieb im südlichen Ungarn eingesetzt und vorwiegend für nichtöffentliche Bahnen geliefert. Von 1906 bis 1914 entstanden ungefähr 80 Lokomotiven.

## Technische Merkmale
Die Lokomotive hat einen Außenrahmen und starr im Rahmen gelagerten Achsen mit Hallschen Kurbeln. Von ihr sind nicht alle technischen Daten bekannt. 

## Einsatz
Von drei Lokomotiven ist bekannt, dass sie während des Zweiten Weltkrieges auf der Borszatalbahn und der ehemaligen Waldbahn Uschhorod – Radwanka im Einsatz waren. Dort trugen sie die Nummern 399.006 und 399.051. Eine dritte Lokomotive soll während desselben Einsatzes die Nummer 398.003 getragen haben, dies ist allerdings nicht belegt.
Die Lokomotiven 399.002, 003 und 004 befanden sich 1918 in Jugoslawien, wo sie später die Nummern JDŽ 70-001 bis 003 erhielten.
Fotos der Lokomotiven belegen den Einsatz in Zsombolya als JDŽ 70-001 um 1938, bei der Čiernohronská železnica und noch 1971 in Voislove bei den CFF.